# Теодор Нгуема
Теодор Зуе Нгуема (фр. Théodore Zué Nguéma, 9 листопада 1973, Лібревіль — 5 травня 2022, Монгомо) — габонський футболіст, що грав на позиції півзахисника, зокрема за національну збірну Габону. По завершенні ігрової кар'єри — тренер.

## Клубна кар'єра
У дорослому футболі дебютував 1991 року виступами за команду «УСМ Лібревіль», в якій провів чотири сезони. 
Згодом у 1995–1997 роках грав за «Мбілінгу», після чого перейшов до французького «Анже», де відіграв один сезон. Згодом ще протягом сезону грав за туніський «Зарзіс», після чого протягом двох сезонів грав у Португалії за «Брагу».
Протягом 2002—2003 років захищав кольори клубу «105 Лібревіль», а завершував ігрову кар'єру у команді «Дельта Телестар», за яку виступав протягом 2004—2006 років.

## Виступи за збірну
1995 року дебютував в офіційних матчах у складі національної збірної Габону.
У складі збірної був учасником Кубка африканських націй 2000 року у Гані та Нігерії.
Загалом протягом кар'єри в національній команді, яка тривала 11 років, провів у її формі 77 матчів, забивши 23 голи.

## Кар'єра тренера
У 2015–2019 роках працював в Екваторіальній Гвінеї головним тренером команди «Футуро Кінгс».
Помер 5 травня 2022 року на 49-му році життя у місті Монгомо.
| Дата       | Місто            | Господарі            | Результат          | Гості                            | Турнір                                  | Голи | Примітки |
| ---------- | ---------------- | -------------------- | ------------------ | -------------------------------- | --------------------------------------- | ---- | -------- |
| 22-10-1995 | Лібревіль        | Габон                | 1 – 0              | Сьєрра-Леоне                     | товариський матч                        | -    |          |
| 26-11-1995 | Лібревіль        | Габон                | 1 – 2              | Камерун                          | товариський матч                        | -    |          |
| 27-12-1995 | Бамако           | Малі                 | 1 – 2              | Габон                            | товариський матч                        | -    |          |
| 26-05-1996 | Лібревіль        | Габон                | 0 – 1              | Кот-д'Івуар                      | товариський матч                        | -    |          |
| 02-06-1996 | Лобамба          | Есватіні             | 0 – 1              | Габон                            | Відбір до ЧС 1998                       | -    | 72'      |
| 16-06-1996 | Лібревіль        | Габон                | 2 – 0              | Есватіні                         | Відбір до ЧС 1998                       | -    | 68'      |
| 22-09-1996 | Конакрі          | Гвінея               | 0 – 1              | Габон                            | товариський матч                        | -    |          |
| 29-09-1996 | Лібревіль        | Габон                | 1 – 1              | Малі                             | товариський матч                        | -    |          |
| 06-10-1996 | Лібревіль        | Габон                | 0 – 0              | Камерун                          | Відбір до Кубка африканських націй 1998 | -    |          |
| 19-10-1996 | Лібревіль        | Габон                | 2 – 0              | Буркіна-Фасо                     | товариський матч                        | -    | 67'      |
| 03-11-1996 | Ломе             | Того                 | 0 – 1              | Габон                            | товариський матч                        | -    |          |
| 10-11-1996 | Лібревіль        | Габон                | 1 – 1              | Гана                             | Відбір до ЧС 1998                       | 1    | 60' 65'  |
| 20-12-1996 | Котону           | Буркіна-Фасо         | 1 – 1              | Габон                            | товариський матч                        | -    |          |
| 22-12-1996 | Котону           | Бенін                | 3 – 3              | Габон                            | товариський матч                        | -    |          |
| 11-01-1997 | Фрітаун          | Сьєрра-Леоне         | 1 – 0              | Габон                            | Відбір до ЧС 1998                       | -    | 60' 85'  |
| 25-01-1997 | Найробі          | Кенія                | 1 – 0              | Габон                            | Відбір до Кубка африканських націй 1998 | -    |          |
| 22-02-1997 | Віндгук          | Намібія              | 1 – 1              | Габон                            | Відбір до Кубка африканських націй 1998 | -    |          |
| 30-03-1997 | Лібревіль        | Габон                | 2 – 1              | Того                             | товариський матч                        | -    |          |
| 06-04-1997 | Лібревіль        | Габон                | 0 – 4              | Марокко                          | Відбір до ЧС 1998                       | -    | 22'      |
| 22-06-1997 | Яунде            | Камерун              | 2 – 2              | Габон                            | Відбір до Кубка африканських націй 1998 | -    |          |
| 13-07-1997 | Лібревіль        | Габон                | 1 – 0              | Кенія                            | Відбір до Кубка африканських націй 1998 | 1    | 50'      |
| 27-07-1997 | Лібревіль        | Габон                | 1 – 1              | Намібія                          | Відбір до Кубка африканських націй 1998 | -    |          |
| 02-08-1998 | Південна Кванза  | Екваторіальна Гвінея | 0 – 2              | Габон                            | Відбір до Кубка африканських націй 2000 | 1    | 65'      |
| 16-08-1998 | Лібревіль        | Габон                | 3 – 0              | Екваторіальна Гвінея             | Відбір до Кубка африканських націй 2000 | 1    | 89'      |
| 04-10-1998 | Лібревіль        | Габон                | 2 – 0              | Маврикій                         | Відбір до Кубка африканських націй 2000 | -    |          |
| 04-01-1999 | Уагадугу         | Буркіна-Фасо         | 1 – 2              | Габон                            | товариський матч                        | -    |          |
| 24-01-1999 | Луанда           | Ангола               | 3 – 1              | Габон                            | Відбір до Кубка африканських націй 2000 | -    |          |
| 20-02-1999 | Лібревіль        | Габон                | 1 – 1              | Буркіна-Фасо                     | товариський матч                        | 1    | Гол      |
| 27-02-1999 | Преторія         | ПАР                  | 4 – 1              | Габон                            | Відбір до Кубка африканських націй 2000 | 1    | 27'      |
| 10-04-1999 | Лібревіль        | Габон                | 1 – 0              | ПАР                              | Відбір до Кубка африканських націй 2000 | -    |          |
| 06-06-1999 | Лібревіль        | Габон                | 3 – 1              | Габон                            | Відбір до Кубка африканських націй 2000 | 2    | 15' 36'  |
| 20-06-1999 | Лез-Авірон       | Маврикій             | 2 – 2              | Габон                            | Відбір до Кубка африканських націй 2000 | 1    | 69'      |
| 07-11-1999 | Лібревіль        | Габон                | 4 – 0              | Екваторіальна Гвінея             | товариський матч                        | 1    | 87'      |
| 10-11-1999 | Лібревіль        | Габон                | 1 – 0              | Центральноафриканська Республіка | товариський матч                        | -    | 48'      |
| 11-11-1999 | Лібревіль        | Габон                | 1 – 0              | Сан-Томе і Принсіпі              | товариський матч                        | -    |          |
| 13-11-1999 | Лібревіль        | Габон                | 0 – 0              | Республіка Конго                 | товариський матч                        | -    | 70'      |
| 26-11-1999 | Лібревіль        | Габон                | 0 – 0              | Того                             | товариський матч                        | -    |          |
| 28-11-1999 | Лібревіль        | Габон                | 3 – 2              | Буркіна-Фасо                     | товариський матч                        | 1    | 27'      |
| 06-01-2000 | Каїр             | Єгипет               | 4 – 0              | Габон                            | товариський матч                        | -    |          |
| 09-01-2000 | Уагадугу         | Буркіна-Фасо         | 1 – 1              | Габон                            | товариський матч                        | -    |          |
| 23-01-2000 | Кумасі           | ПАР                  | 3 – 1              | Габон                            | Кубок африканських націй 2000           | -    |          |
| 29-01-2000 | Кумасі           | Габон                | 1 – 3              | Алжир                            | Кубок африканських націй 2000           | -    | ЖК       |
| 02-02-2000 | Аккра            | Габон                | 0 – 0              | ДР Конго                         | Кубок африканських націй 2000           | -    |          |
| 22-04-2000 | Лібревіль        | Габон                | 1 – 0              | Мадагаскар                       | Відбір до ЧС 2002                       | -    |          |
| 02-09-2000 | Лібревіль        | Габон                | 2 – 0              | Марокко                          | Відбір до Кубка африканських націй 2002 | -    | 59'      |
| 07-10-2000 | Туніс (місто)    | Туніс                | 4 – 2              | Габон                            | Відбір до Кубка африканських націй 2002 | -    |          |
| 13-01-2001 | Найробі          | Кенія                | 2 – 1              | Габон                            | Відбір до Кубка африканських націй 2002 | 1    | 12'      |
| 18-03-2001 | Лібревіль        | Габон                | 2 – 0              | Малі                             | товариський матч                        | -    |          |
| 24-03-2001 | Лібревіль        | Габон                | 1 – 1              | Кенія                            | Відбір до Кубка африканських націй 2002 | -    |          |
| 02-06-2001 | Лібревіль        | Габон                | 1 – 1              | Туніс                            | Відбір до Кубка африканських націй 2002 | -    |          |
| 16-06-2001 | Фес              | Марокко              | 0 – 1              | Габон                            | Відбір до Кубка африканських націй 2002 | 1    | 44'      |
| 07-09-2002 | Лібревіль        | Габон                | 0 – 1              | Марокко                          | Відбір до Кубка африканських націй 2004 | -    |          |
| 12-10-2002 | Фрітаун          | Сьєрра-Леоне         | 2 – 0              | Габон                            | Відбір до Кубка африканських націй 2004 | -    |          |
| 29-03-2003 | Лібревіль        | Габон                | 4 – 0              | Екваторіальна Гвінея             | Відбір до Кубка африканських націй 2004 | -    | 33'      |
| 13-06-2003 | Андорра-ла-Велья | Андорра              | 0 – 2              | Габон                            | товариський матч                        | -    | 46'      |
| 20-06-2003 | Рабат            | Марокко              | 2 – 0              | Габон                            | Відбір до Кубка африканських націй 2004 | -    |          |
| 24-09-2003 | Алжир (місто)    | Алжир                | 2 – 2 (4 - 3 п.п.) | Габон                            | товариський матч                        | 1    | 21' 35'  |
| 26-09-2003 | Алжир (місто)    | Габон                | 4 – 0              | Бенін                            | товариський матч                        | 2    | 65' 74'  |
| 12-10-2003 | Бужумбура        | Бурунді              | 0 – 0              | Габон                            | Відбір до ЧС 2006                       | -    |          |
| 08-11-2003 | Лібревіль        | Габон                | 0 – 0              | Буркіна-Фасо                     | товариський матч                        | -    |          |
| 15-11-2003 | Лібревіль        | Габон                | 4 – 1              | Бурунді                          | Відбір до ЧС 2006                       | -    |          |
| 05-12-2003 | Браззавіль       | Республіка Конго     | 3 – 2              | Габон                            | Кубок КЕМАК 2003                        | 1    | 40'      |
| 29-05-2004 | Каїр             | Єгипет               | 2 – 0              | Габон                            | товариський матч                        | -    |          |
| 05-06-2004 | Лібревіль        | Габон                | 1 – 1              | Зімбабве                         | Відбір до ЧС 2006                       | 1    | 52'      |
| 19-06-2004 | Кігалі           | Руанда               | 3 – 1              | Габон                            | Відбір до ЧС 2006                       | 1    | 20'      |
| 03-07-2004 | Лібревіль        | Габон                | 2 – 2              | Ангола                           | Відбір до ЧС 2006                       | 1    | 49'      |
| 03-10-2004 | Лібревіль        | Габон                | 2 – 0              | Бенін                            | товариський матч                        | 1    | Гол      |
| 09-10-2004 | Лібревіль        | Габон                | 1 – 1              | Нігерія                          | Відбір до ЧС 2006                       | -    | 58'      |
| 03-02-2005 | Лібревіль        | Габон                | 4 – 0              | Центральноафриканська Республіка | Кубок КЕМАК 2005                        | 1    | 42'      |
| 08-02-2005 | Лібревіль        | Габон                | 1 – 0              | Республіка Конго                 | Кубок КЕМАК 2005                        | -    |          |
| 10-02-2005 | Лібревіль        | Габон                | 2 – 3              | Чад                              | Кубок КЕМАК 2005 - півфінал             | -    |          |
| 12-02-2005 | Лібревіль        | Габон                | 2 – 1              | Республіка Конго                 | Кубок КЕМАК 2005 - матч за 3-тє місце   | -    |          |
| 19-03-2005 | Лібревіль        | Габон                | 0 – 0              | Республіка Конго                 | товариський матч                        | -    |          |
| 26-03-2005 | Порт-Гаркорт     | Нігерія              | 2 – 0              | Габон                            | Відбір до ЧС 2006                       | -    | 55'      |
| 18-06-2005 | Лібревіль        | Габон                | 3 – 0              | Руанда                           | Відбір до ЧС 2006                       | 1    | 60'      |
| 04-09-2005 | Луанда           | Ангола               | 3 – 0              | Габон                            | Відбір до ЧС 2006                       | -    |          |
| 08-10-2005 | Порт-Жантіль     | Габон                | 0 – 0              | Алжир                            | Відбір до ЧС 2006                       | -    | 62'      |
| Усього     |                  | Матчів (7 місце)     | 77                 |                                  | Голів (2 місце)                         | 23   |          |